# 일요일밤의 대행진
《일요일 밤의 대행진》은 1981년 3월 29일부터 1988년 11월 20일까지 매주 일요일 저녁에 MBC에서 방송된 텔레비전 버라이어티 프로그램이다.

## 역사
매주 일요일 밤 10시에 방송되던 초창기에는 박상규가 진행하며 콩트를 곁들인 쇼 프로그램이었고 김병조가 진행하던 시사 풍자 코너인 <일요일 밤의 뉴스 대행진>이라는 코너가 최고의 인기를 얻으면서 1983년 11월에 방송 시간대를 오후 8시로 옮기고 전체적인 포맷을 <일요일 밤의 뉴스 대행진>으로 교체, 김병조 앵커가 쇼 전체를 뉴스처럼 진행하는 형식으로 전환하였다. 또한 내용도 꽁트 중심의 코미디 프로그램에 약간의 쇼가 곁들여지는 형태로 변하였다.
그 뒤 1987년 민정당 전당대회 사건 이후 김병조가 하차하고, 진행 체제를 '뉴스 앵커' 형식에서 'MC' 형식으로 변경하였고, 1988년 11월 20일까지 방영되었고 그 다음 주부터는 《일요일 일요일 밤에》로 명칭을 변경하여 현재에 이르고 있다.

## 방송 시간대
| 방송 채널                            | 방송 기간                            | 방송 시간                            | 방송 분량                            |
| 일요일 밤의 대행진 (1981년 ~ 1988년) | 일요일 밤의 대행진 (1981년 ~ 1988년) | 일요일 밤의 대행진 (1981년 ~ 1988년) | 일요일 밤의 대행진 (1981년 ~ 1988년) |
| ------------------------------------ | ------------------------------------ | ------------------------------------ | ------------------------------------ |
| MBC                                  | 1981년 3월 29일 ~ 1983년 10월 30일   | 밤 10시 ~ 11시                       | 1시간                                |
| MBC                                  | 1983년 11월 6일 ~ 1984년 4월 8일     | 밤 8시 ~ 9시                         | 1시간                                |
| MBC                                  | 1984년 4월 22일 ~ 1988년 11월 20일   | 저녁 7시 ~ 8시                       | 1시간                                |

- 특이 사항 : 1984년 4월 15일에는 권투중계로 인하여 결방되었다.

## 역대 코너
- 일요일 밤의 뉴스 대행진 (출연 김병조, 강석, 이규혁, 김창준 외)

일개 코너에서, 프로그램 전체를 흡수하는 형태로 발전한 코너.
시사적인 내용을 뉴스 형식으로 풍자하던 코미디 코너로, 김병조가 아나운서로, 강석, 이규혁, 김창준 등이 기자로 출연하였다. (확대 개편된 이후에는 김병조는 앵커로, 다른 출연진은 PD로 호칭이 바뀌었으나, 뉴스 형태의 진행 방식은 동일했다.)
인기있었던 멘트는 뉴스 마지막 부분에서 "일요일 밤의 뉴스 대행진에서 바라본 오늘의 세계!"라는 멘트와 함께 그날의 내용을 한마디로 축약하는 것이었는데, 이것은 예전 TBC 뉴스에서 봉두완 앵커가 그날의 뉴스를 마무리 할 때에 썼던 멘트를 패러디 한 것이다.
그 외에도 '먼저 인간이 되어라', '지구를 떠나거라' 등의 유행어를 탄생시켰다.
- 박세민의 비디오 개그 (출연 : 박세민 외)

- 풍자 한마당 (출연 : 김창준, 조정현, 이경규, 김정렬, 김보화)

- 이주일의 카운터 펀치 (출연: 이주일 외)

- 최후의 심판 <심판대> (출연: MBC 코미디언 식구들이 알아서 전정희 외)

- 인형 무대 (출연: 서세원 외)

- 그 시절 그 사건 (출연: 이용식, 이건주 외)

- 88 DJ (출연: 이용식 외)

- 미스터 주 (Mr. 酒, 출연 : 이용식, 이경실, 김상호)

대표적인 유행어 - '가고, 오고, 오고, 가고, 가는 사람 왜 붙잡아?', '빠른 시일내에 믿어? 못믿어?' 등.
'다들 이불개고 밥먹어'라는 노래는 이 코너를 위해 작곡된 노래이며 김상호가 이용식에게 불러줬다. 훗날 신화가 이 노래를 리메이크했다.
- 참깨부부 들깨부부 (출연 : 김병조, 이홍렬, 황기순, 이현주, 김보화)

대표적인 유행어 - '니는 밥만 먹고 사나?' / '니는 밥 안먹고 떡먹고 사나?'
- 최병서의 따따부따 (출연 : 최병서 외)

최초의 정치인 성대모사 코너. 대통령도 개그 소재가 될 수 있다는 것을 처음으로 보여주며 엄청난 사회적인 반향을 일으켰다.
대표적인 유행어 - '왜 나만 갖고 그래.'
- 별난여자 (출연 : 박미선, 정재윤, 이웅호)

1988년 당시 신인개그맨이던 박미선의 데뷔작이자 출세작. 같이 출연한 별난 할머니 정재윤, 이웅호 역시 만 20세의 신인으로 MBC 개그맨의 세대교체 바람을 예감케 함.
- 사건과 신사 (출연 : 이용식, 황기순)

이용식과 황기순이 매 회마다 다른 사건을 일으키는 코너. 예를 들면 가짜 자선냄비 등
대표적인 유행어 - '나라고 다 성공할 수 있냐?'
- 죄와 벌 (출연 : 김기현(성우), 김병조 외)

매회마다 다른 개그맨이 게스트로 출연. 자신의 신세한탄을 하거나 행패를 부린다. 이에 김기현의 지시에 의해 김병조가 판결을 내린다.
대표적인 유행어 - '병조야, 판결을 내리거라.'
- 보물을 찾아라

- 헬로우 일지매 (출연 : 이원승(일지매), 김명덕, 조정현(용가리), 이옥주, 이문수(넘버원))

사극과 동일한 형식으로 야외세트장에서 촬영되었다.
- 심통공작 심술하인 (출연 : 이용식, 이경규 외)

- 서빈손 극단 (출연 : 서세원 외)

- 도루묵 소녀 (출연 : 이경실 외)

2010년 2월 14일부터 2010년 5월 16일까지 하땅사에서 위 코너의 후속으로 돌아온 도루묵 소녀가 방영됨.

## 시청률
원래는 1980년대 초반부터 1980년대 후반까지 시청률이 60 ~ 70%가 넘어, 코미디언이자 MC 김병조는 최고의 인기를 누렸다.

## 테마곡
- 음악그룹 보니 M.의 'Happy Song(해피송)'이 엔딩곡으로 쓰였다.

## 경쟁 프로그램
- 쇼 비디오 자키 (KBS 2TV)

## 같이 보기
- 청춘행진곡